# Aleksandr Sobolew (piłkarz)
Aleksandr Siergiejewicz Sobolew (ros. Александр Сергеевич Соболев; ur. 7 marca 1997 w Barnaule) – rosyjski piłkarz grający na pozycji napastnika w Zenicie Petersburg i reprezentacji Rosji.
Wychowanek Dinama Barnauł. W lidze rosyjskiej debiutował jako zawodnik Tomi Tomsk, następnie był zawodnikiem Kryljew Sowietow Samara, z których był wypożyczany do Jeniseju Krasnojarsk oraz Spartaka Moskwa. Jako zawodnik Kryljew po raz pierwszy został wybrany zawodnikiem miesiąca w lidze rosyjskiej. Ze Spartakiem został wicemistrzem Rosji w sezonie 2020/2021.
Był młodzieżowym reprezentantem Rosji, natomiast w seniorskiej kadrze zadebiutował 8 października 2020 w meczu ze Szwecją. Wraz z kadrą wystąpił na Euro 2020.

## Kariera klubowa

### Początki kariery i Tom Tomsk
Jest wychowankiem Dinama Barnauł, gdzie rozpoczął treningi w wieku 5 lub 7 lat, a jego trenerem był Aleksandr Gorbunow. W 2015 roku występował w rezerwach tego klubu w czwartej lidze.
W wieku 16 lat pojechał na testy do Anży Machaczkała, a następnie do Tomi Tomsk, z którą ostatecznie w kwietniu lub maju 2016 roku podpisał kontrakt. Klub zmagał się wówczas z problemami finansowymi i nie było go stać na wypłacenie Dinamu ekwiwalentu za wyszkolenie piłkarza, jednak jego rodzice zapłacili tę kwotę. W pierwszej drużynie tego klubu zadebiutował w meczu z FK Ufa 5 grudnia 2016. Pierwszego gola strzelił 10 kwietnia 2017 w zremisowanym 2:2 meczu z Rubinem Kazań. Łącznie w sezonie 2016/2017 wystąpił w 13 meczach i strzelił 3 gole, jednakże Tom zajęła ostatnie miejsce i spadła z ligi. W sezonie 2017/2018 rozegrał 24 spotkania w drugiej lidze w barwach Tomi, w których zdobył 6 bramek, a także 2 mecze w Pucharze Rosji, w których strzelił 1 gola.

### Krylja Sowietow Samara

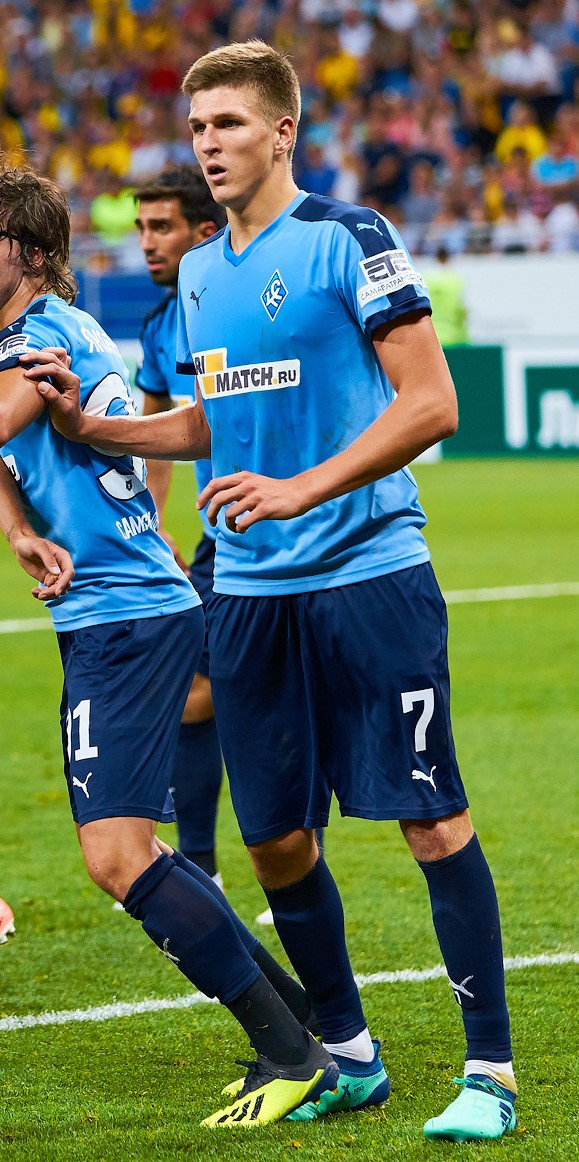
Sobolew w barwach Kryljew (2018)

W grudniu 2017 roku podpisał czteroletni kontrakt z innym spadkowiczem, Kryljami Sowietow Samara. W nowym klubie zadebiutował 4 marca 2018 w wygranym 3:1 meczu z Dinamem Petersburg, w którym strzelił gola. 4 kwietnia 2018 wystąpił w przegranym 1:3 meczu ćwierćfinałowym Pucharu Rosji ze Spartakiem Moskwa, w którym strzelił gola. Łącznie do końca sezonu wystąpił w 12 meczach ligowych Kryljew i strzelił 8 goli, a klub zakończył rozgrywki na drugim miejscu i awansował do Priemjer-ligi.
W sezonie 2018/2019 Sobolew zaczynał większość meczów jako rezerwowy. W rundzie jesiennej rozegrał 12 spotkań w lidze, w których strzelił 1 gola oraz 1 mecz w Pucharze Rosji, w którym również trafił do bramki rywala. W lutym 2019 został wypożyczony do końca sezonu do Jeniseju Krasnojarsk. W klubie z Syberii wystąpił w 10 meczach, w których strzelił 3 gole, jednakże Jenisej zajął ostatnie miejsce i spadł z ligi, natomiast Krylja uplasowały się na trzynastej pozycji i grały w barażach o utrzymanie, które wygrały, pokonując 3:2 w dwumeczu (3:1 i 0:1) FK Niżny Nowogród.
W sezonie 2019/2020 Sobolew był podstawowym zawodnikiem Kryljew. Już w pierwszej kolejce strzelił 2 gole w meczu z CSKA Moskwa, dzięki czemu jego drużyna wygrała 2:0. W lipcu 2019 roku został wybrany najlepszym piłkarzem miesiąca w lidze rosyjskiej, otrzymując 38% głosów kibiców. Łącznie w rundzie jesiennej wystąpił w 18 spotkaniach ligowych, w których strzelił 10 goli oraz 1 meczu pucharowym.

### Spartak Moskwa

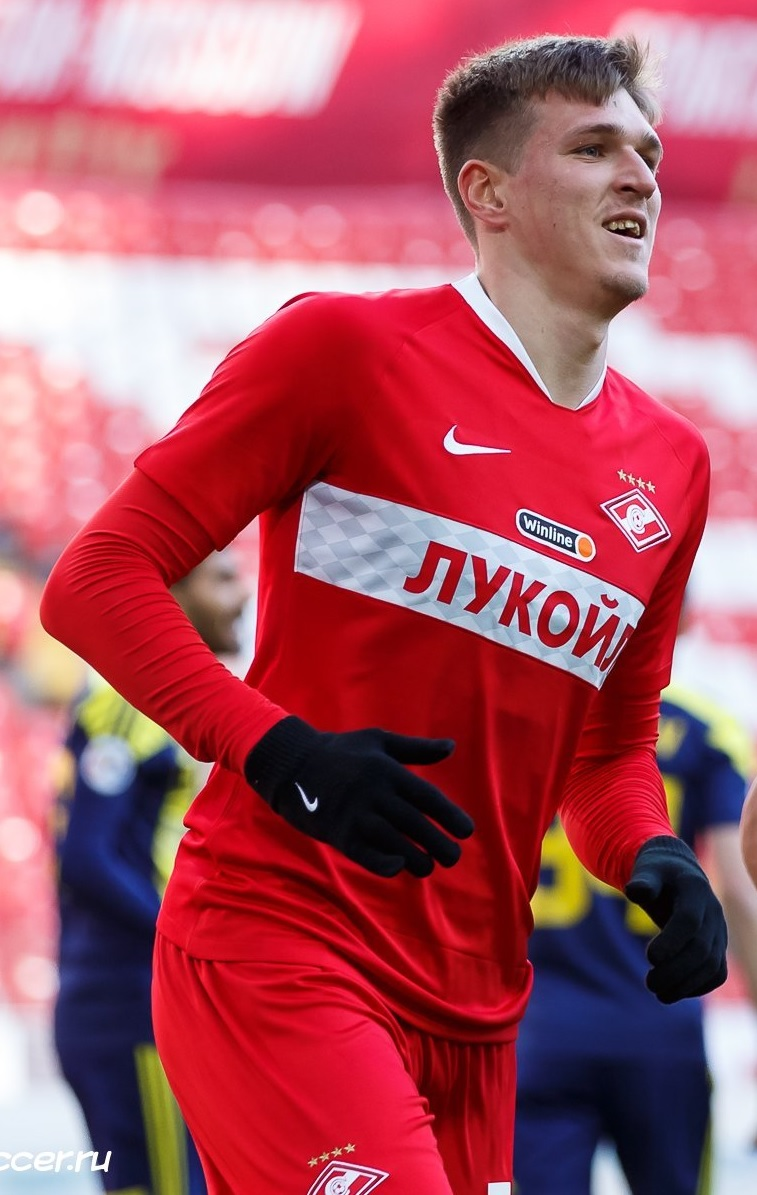
Sobolew jako zawodnik Spartaka (2020)

W styczniu 2020 roku został wypożyczony do Spartaka Moskwa z możliwością wykupu. 8 lutego wystąpił w wygranym 3:2 meczu towarzyskim z Partizanem Belgrad, w którym strzelił gola. 22 lutego 2020 strzelił gola w wygranym 4:0 sparingu z Paxtakorem Taszkent. Oficjalny debiut w nowym klubie miał miejsce tydzień później w wygranym 2:0 meczu z Dinamem Moskwa, w którym zanotował asystę. W maju 2020 roku Spartak wykupił Sobolewa z Kryljew i podpisał z nim długoterminowy kontrakt. 20 czerwca w wygranym 3:2 spotkaniu z Arsienałem Tuła strzelił pierwszego oficjalnego gola dla Spartaka. Łącznie do końca sezonu 2019/2020 Sobolew wystąpił w 11 meczach ligowych, w których strzelił 2 gole oraz 2 spotkaniach Pucharu Rosji, w których zdobył 1 bramkę. Spartak zakończył rozgrywki na siódmej pozycji, natomiast Krylja zajęły przedostatnie miejsce i spadły z ligi.

#### Sezon 2020/2021

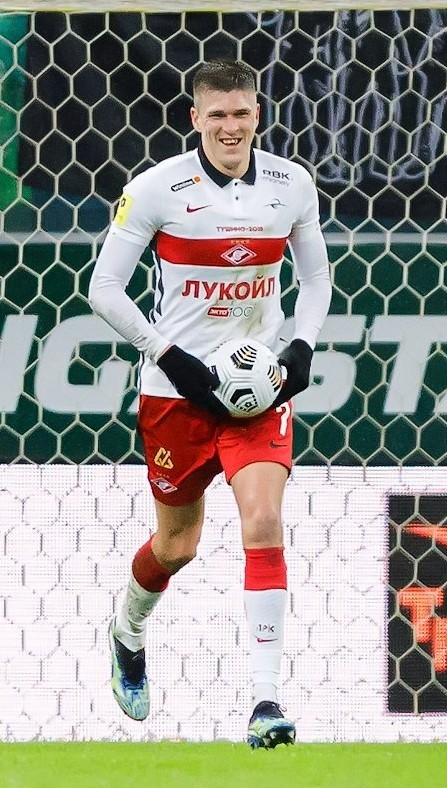
Sobolew w meczu z FK Rostów, 2021

Sezon 2020/2021 Sobolew zaczął 9 sierpnia od gola strzelonego w zremisowanym 2:2 meczu pierwszej kolejki ligowej z PFK Soczi. Zadedykował go swojej zmarłej kilka dni wcześniej matce, zdejmując koszulkę, pod którą miał założoną kolejną – ze zdjęciem matki. Otrzymał za to żółtą kartkę. Decyzja sędziego została skrytykowana przez jednego z komentatorów i nazwana „bestialstwem”. Sam zawodnik stwierdził jednak, że arbiter postąpił zgodnie z przepisami, a ponadto od razu przeprosił i złożył kondolencje. Kolejną bramkę Sobolew zdobył dwa tygodnie później w wygranym 2:1 spotkaniu z Lokomotiwem Moskwa, w którym wszedł na boisko w drugiej połowie. Sześć dni później, w wygranym 2:1 meczu z Arsienałem Tuła, Sobolew ponownie wpisał się na listę strzelców. 16 września 2020 strzelił gola w wygranym 5:1 meczu Pucharu Rosji z Rodiną Moskwa. 7 listopada 2020 strzelił dwa gole w zremisowanym 2:2 meczu z Urałem Jekaterynburg. 7 marca 2021 ponownie zdobył dwie bramki w wygranym 6:1 spotkaniu z FK Krasnodar, pierwszą z nich już w 62. sekundzie pojedynku. Sześć dni później strzelił gola z rzutu karnego i zanotował asystę w meczu derbowym z Dinamem Moskwa. 18 marca ponownie zdobył dwie bramki, dwukrotnie wykorzystując rzuty karne w wygranym 5:1 spotkaniu z Urałem Jekaterynburg. W marcu po raz drugi w karierze został piłkarzem miesiąca w lidze rosyjskiej. Łącznie w sezonie 2020/2021 wystąpił w 22 meczach ligowych, w których strzelił 14 goli oraz 2 spotkaniach Pucharu Rosji, w których strzelił 1 gola, a Spartak został wicemistrzem Rosji.

#### Sezon 2021/2022

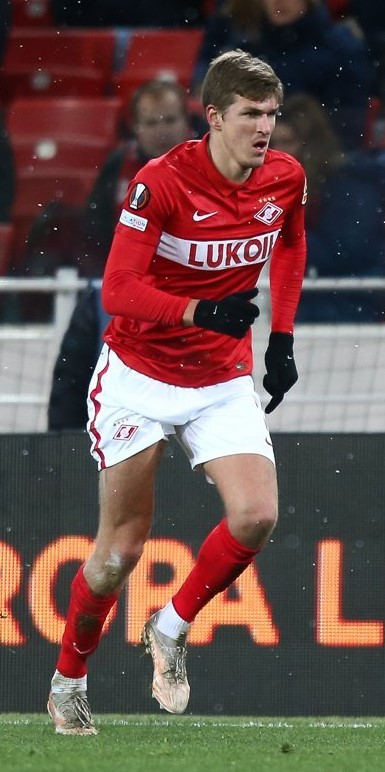
Sobolew w meczu z Leicester City, 20.10.2021

Sezon 2021/2022 rozpoczął 24 lipca 2021 od występu w przegranym 0:1 meczu z Rubinem Kazań. Sześć dni później strzelił gola z rzutu karnego w wygranym 1:0 spotkaniu z Kryljami Sowietow Samara. W sierpniu 2021 przedłużył kontrakt z klubem do 2026 roku. Kolejnego gola strzelił 3 października 2021 w wygranym 1:0 meczu z Achmatem Grozny. 20 października strzelił 2 gole w przegranym 3:4 meczu Ligi Europy z Leicester City. Miesiąc później strzelił gola w przegranym 1:2 spotkaniu z FK Krasnodar. 25 listopada strzelił 2 gole w wygranym 2:1 meczu Ligi Europy z SSC Napoli. Spartak wygrał swoją grupę w Lidze Europy i awansował do ⅛ finału tych rozgrywek, gdzie miał zmierzyć się z niemieckim RB Leipzig, jednakże z powodu rosyjskiej inwazji na Ukrainę UEFA wykluczyła rosyjskie kluby ze swoich rozgrywek. 1 maja 2022 strzelił 2 gole w wygranym 2:1 spotkaniu z Kryljami Sowietow. 29 maja strzelił gola i zanotował asystę w wygranym 2:1 meczu finałowym Pucharu Rosji z Dinamem Moskwa. Łącznie wystąpił w 26 meczach ligowych, w których strzelił 9 goli, a także został wybrany najlepszym zawodnikiem sezonu wg kibiców Spartaka. Stołeczny klub zakończył rozgrywki ligowe na dziesiątym miejscu.

#### Sezon 2022/2023
We wrześniu 2022 strzelił gola w każdym z trzech rozegranych spotkań ligowych: przegranych 1:2 z Zenitem Petersburg i 2:4 z FK Rostów oraz wygranym 1:0 z Lokomotiwem Moskwa, a także w dwóch meczach Pucharu Rosji: wygranych 3:0 z Fakiełem Woroneż oraz 3:0 z Zenitem i został zawodnikiem miesiąca w lidze rosyjskiej. Serię meczów z golem przedłużył również w październiku, trafiając do bramki rywali w wygranym 5:2 spotkaniu z Kryljami Sowietow oraz zremisowanym 2:2 z CSKA Moskwa, dzięki czemu jako pierwszy piłkarz Spartaka od 1955 roku strzelał gola w 7 meczach z rzędu.
8 kwietnia 2023 rozegrał swój setny mecz w barwach Spartaka (wliczając wszystkie rozgrywki), występując w zremisowanym 3:3 spotkaniu z Dinamem Moskwa. W meczu tym strzelił 2 gole, z czego pierwszy był jego pięćdziesiątym w rosyjskiej ekstraklasie. 24 kwietnia w wygranym 4:3 spotkaniu z FK Krasnodar ponownie strzelił 2 gole. 13 maja w zremisowanym 1:1 meczu z FK Chimki ponownie trafił do bramki rywala, dzięki czemu został czwartym w historii piłkarzem Spartaka, który przez trzy sezony z rzędu strzelał co najmniej 15 goli we wszystkich rozgrywkach. Łącznie w sezonie 2022/2023 wystąpił w 26 meczach ligowych, w których strzelił 13 goli, a Spartak zakończył rozgrywki na trzecim miejscu.

### Zenit Petersburg
W sierpniu 2024 podpisał trzyletni kontrakt z Zenitem Petersburg z możliwością przedłużenia o kolejny rok. Zadebiutował w tym klubie 14 września 2024 w wygranym 1:0 meczu z CSKA Moskwa.

## Kariera reprezentacyjna

### Reprezentacje młodzieżowe
17 stycznia 2018 został powołany do reprezentacji Rosji U-21. Na zgrupowaniu w Hiszpanii wystąpił w dwóch spotkaniach – wygranym 5:0 z Tianjin Teda i przegranym 0:2 z Videotonem. 7 września 2018 zagrał w zremisowanym 1:1 meczu z Egiptem, a cztery dni później w przegranym 1:2 spotkaniu z Serbią. Rossijskij futbolnyj sojuz uznaje za oficjalne jedynie dwa ostatnie spotkania.

### Seniorska reprezentacja

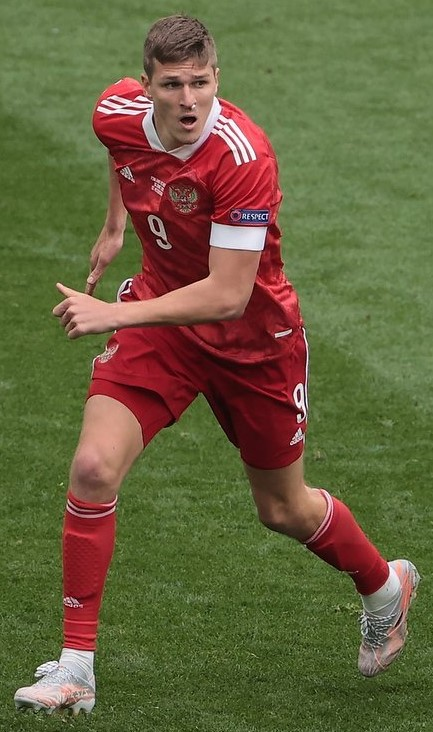
Sobolew podczas meczu z Finlandią na Euro 2020

W październiku 2019 roku został powołany do dorosłej reprezentacji na mecze eliminacji do Euro 2020 ze Szkocją i Cyprem w miejsce kontuzjowanego Fiodora Smołowa. Zadebiutował w kadrze 8 października 2020 w przegranym 1:2 meczu towarzyskim ze Szwecją, w którym strzelił gola. Swój drugi mecz w reprezentacji rozegrał sześć dni później z Węgrami (0:0). 12 listopada 2020 zagrał w bezbramkowym starciu z Mołdawią. Drugiego gola w reprezentacji strzelił 24 marca 2021 w wygranym 3:1 spotkaniu z Maltą. Sześć dni później wystąpił w przegranym 1:2 meczu ze Słowacją.
W maju 2021 roku znalazł się w gronie 30 piłkarzy powołanych do szerokiej kadry Rosji na Euro 2020. 2 czerwca znalazł się w ostatecznej, liczącej 26 zawodników, kadrze Rosji na mistrzostwa. Trzy dni później wystąpił w wygranym 1:0 meczu sparingowym z Bułgarią w ramach przygotowania do turnieju, w którym z rzutu karnego strzelił jedynego gola. Na mistrzostwach wystąpił w dwóch spotkaniach: 16 czerwca w wygranym 1:0 meczu z Finlandią oraz 21 czerwca w przegranym 1:4 pojedynku z Danią, w którym wywalczył rzut karny, wykorzystany przez Artioma Dziubę. Był to ostatni mecz grupowy, po którym Rosjanie odpadli z mistrzostw, zajmując ostatnie miejsce w grupie.
Po mistrzostwach selekcjonerem rosyjskiej kadry został Walerij Karpin, który nie powołał Sobolewa na mecze eliminacji do MŚ 2022 z Chorwacją, Cyprem i Maltą.
Po inwazji Rosji na Ukrainę, UEFA i FIFA wykluczyły reprezentację z rozgrywek, w wyniku czego Rosja nie mogła wystąpić w barażach do mistrzostw świata ani przystąpić do eliminacji Euro 2024. 24 września 2022 Sobolew strzelił gola z rzutu karnego w wygranym 2:1 spotkaniu towarzyskim z Kirgistanem. 20 listopada 2022 wystąpił w zremisowanym 0:0 meczu towarzyskim z Uzbekistanem. 26 marca 2023 zagrał w wygranym 2:0 sparingu z Irakiem.

## Styl gry

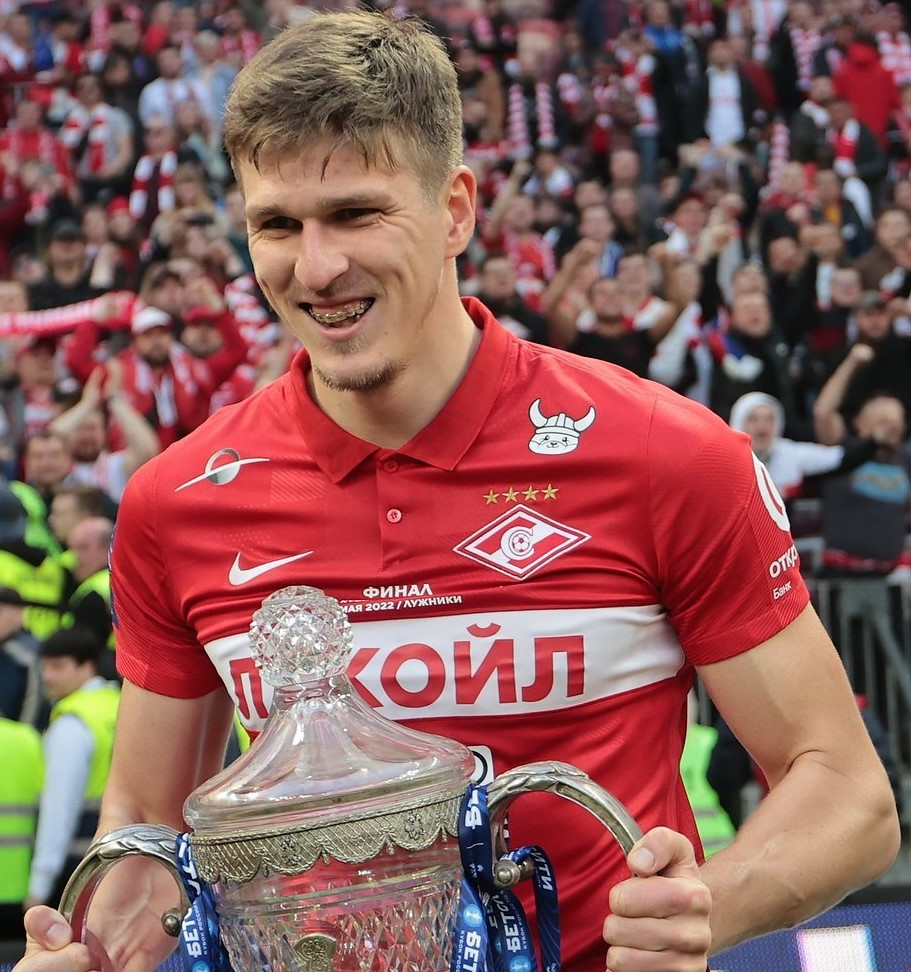
Sobolew z Pucharem Rosji

Często asystuje przy bramkach, ale sam również wyróżnia się wykończeniem. Dość dobrze drybluje, często gra z pierwszej piłki. Jest często faulowany przez obrońców. Zdaniem Stanisława Czerczesowa dobrze gra głową i jest bardziej mobilny niż Artiom Dziuba, którego dobrze uzupełnia. Również pierwszy trener Sobolewa porównał go do Dziuby, nazywając swojego dawnego podopiecznego jego ulepszoną wersją. Jego zdaniem, Sobolew szczególnie mobilizuje się na ważne mecze i jest bezkompromisowy w walce o piłkę. Sam Sobolew za swój największy atut uważa grę głową, natomiast za największą wadę – powolność.

## Życie osobiste
Jego ojciec grał w piłkę nożną na poziomie amatorskim i pracował w fabryce, natomiast matka prowadziła zajęcia z aqua aerobiku. Ma również młodszą siostrę. Żonaty z Jeleną, z którą ma syna Siergieja.
W dzieciństwie jego piłkarskim idolem był Luís Figo, a później Didier Drogba oraz Zlatan Ibrahimović. Jest miłośnikiem gier komputerowych, w szczególności serii Counter-Strike.
Po inwazji Rosji na Ukrainę w 2022 roku, na swoim profilu na Instagramie wypowiedział się przeciwko atakowi, jednakże niedługo później usunął wpis.

## Osiągnięcia
- Puchar Rosji: 2021/2022